# Titulus pictus

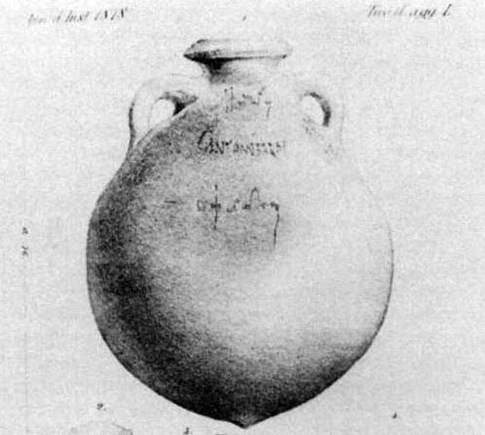
Un'anfora Dressel 20, rinvenuta al Monte Testaccio, con esempi di tituli picti e bolli di vasai

Un titulus pictus è un'iscrizione commerciale dipinta sulla superficie di alcuni manufatti (specie anfore); l'iscrizione specifica informazioni quali l'origine, la destinazione, il tipo di prodotto, ecc. I tituli picti sono frequenti sugli antichi contenitori ceramici romani utilizzati per il commercio e, contrariamente ai bolli (impressi prima o dopo la cottura), si cancellano con facilità.